# Hugo Grrrl
Hugo Grrrl, nom de scène de George Fowler né le 1er avril 1991 à Christchurch, est un artiste dragking new-zélandais. Il est le gagnant de la saison 1 de House of Drag en 2018.

## Biographie

### Débuts
Hugo Grrrl est le nom de scène de George Fowler né le 1er avril 1991 à Christchurch en Nouvelle-Zélande.
A la fin de ses études, il travaille de nuit dans des bars. Il vit une crise d'identité de genre dans sa vingtaine et décide alors de s'habiller en drag.

### Carrière de militant LGBTQIA+
Hugo Grrrl commence l'art drag les week-ends en travaillant à côté. Il est tout d'abord pigiste à l'Express Magazine, un journal LGBT+, puis consultant diversité et inclusion dans le milieu éducatif. Il travaille aussi comme coordinateur dans la fiducie artistique. Il est enseignant drag à la National Youth Drama School. Par la suite, il devient organisateur et présentateur d'événement comme le Food Show.
Depuis 2016, il organise The Pun Battle championship, un championnat des meilleurs blagues à papa opposant deux comédiens ou comédiennes dans un duel de jeu de mots. Il crée aussi Naked Girls Reading, des femmes dénudées déclamant de la littérature. Devant le succès de ces deux spectacles, un tour de Nouvelle-Zélande s'organise.
En 2019, il lance le Bad Girls of Burlesque, le Carnage Comedy Show et Rocky Horror Drag Show, ainsi que le plus grand spectacle de Drag King au monde Auto Boys avec 28 Kings.
Il participe également comme directeur associé à la South Pacific Pride Winter Pride d'Auckland,.

### Carrière d'artiste drag
Depuis 2016, Hugo Grrrl vit de son travail d'artiste dragking, principalement à Auckland, (après avoir passé quelque temps à Wellington). Son esthétique et son sens du théâtre s'inspire du comédien Charlie Chaplin, dans un style gentleman.
Il travaille au Phoenix Cabaret aux côtés de l'artiste drag Buckwheat[réf. souhaitée].
En 2018, il est le gagnant de la saison 1 de TVNZ House of Drag face aux finalistes Lola Blades et Leidy Lei. Il remporte le prix de 10,000$. Pendant le show, il remporte en particulier le challenge de l'épisode 3. Sa participation à l'émission est inédite, faisant de lui le premier :
- transgenre à participer à House of Drag avec Trinity Ice[1]
- dragking à participer et remporter une compétition drag télévisée[1]
- compétiteur à ne jamais finir une émission dans les deux dernières places du classement (suivi depuis par Elektra Shock dans la saison 2)

Cette même année, il participe également aux émissions TVNZ Breakfast et Seven Sharp.

## Nominations et prix
- 2017 : Gagnant au Wellingtonian of The Year dans la catégorie Best Producer[17]
- 2018 : Gagnant au Wellingtonian of The Year dans les catégories Best Producer, Best MC, Outstanding Achievement[6]
- 2018 : Nommé au Wellingtonian of The Year dans la catégorie Arts[6]
- 2018 : Gagnant du Best MC at the Wellington Comedy Awards[6]